# Anthurium galeottii
Anthurium galeottii là một loài thực vật có hoa trong họ Ráy (Araceae). Loài này được K.Koch miêu tả khoa học đầu tiên năm 1855.